# Asociación Internacional de Mujeres Boxeadoras
La Asociación Internacional de Mujeres Boxeadoras, en inglés International Female Boxers Association (IFBA), es una organización sancionadora de boxeo femenino. Fue fundada en febrero de 1997 por Judy Kulis y tiene su sede en el condado estadounidense de Clark, Nevada.